# آنا کارنا
آنا کارنا (ایتالیایی: Anna Carena؛ ۳۰ ژانویه ۱۸۹۹ – ۱۵ آوریل ۱۹۹۰) بازیگر اهل ایتالیا بود.
از فیلم‌ها یا برنامه‌های تلویزیونی که وی در آن نقش داشته‌است، می‌توان به معجزه در میلان، شنل، چهار قدم در ابرها، آسیاب رودخانه پو، یک تعطیلات کوتاه، گل آفتابگردان، بله، مادام، شام دلقک و سفید، قرمز و… اشاره کرد.